# Máy bay trực thăng đen
Máy bay trực thăng đen (tiếng Anh: Black helicopter) là biểu tượng của một cuộc tiếp quản quân sự bị tố cáo là có âm mưu của Hoa Kỳ trong phong trào dân quân Mỹ, và cũng có liên quan đến UFO, đặc biệt là ở Anh, người áo đen, và những âm mưu tương tự.

## Tổng quan

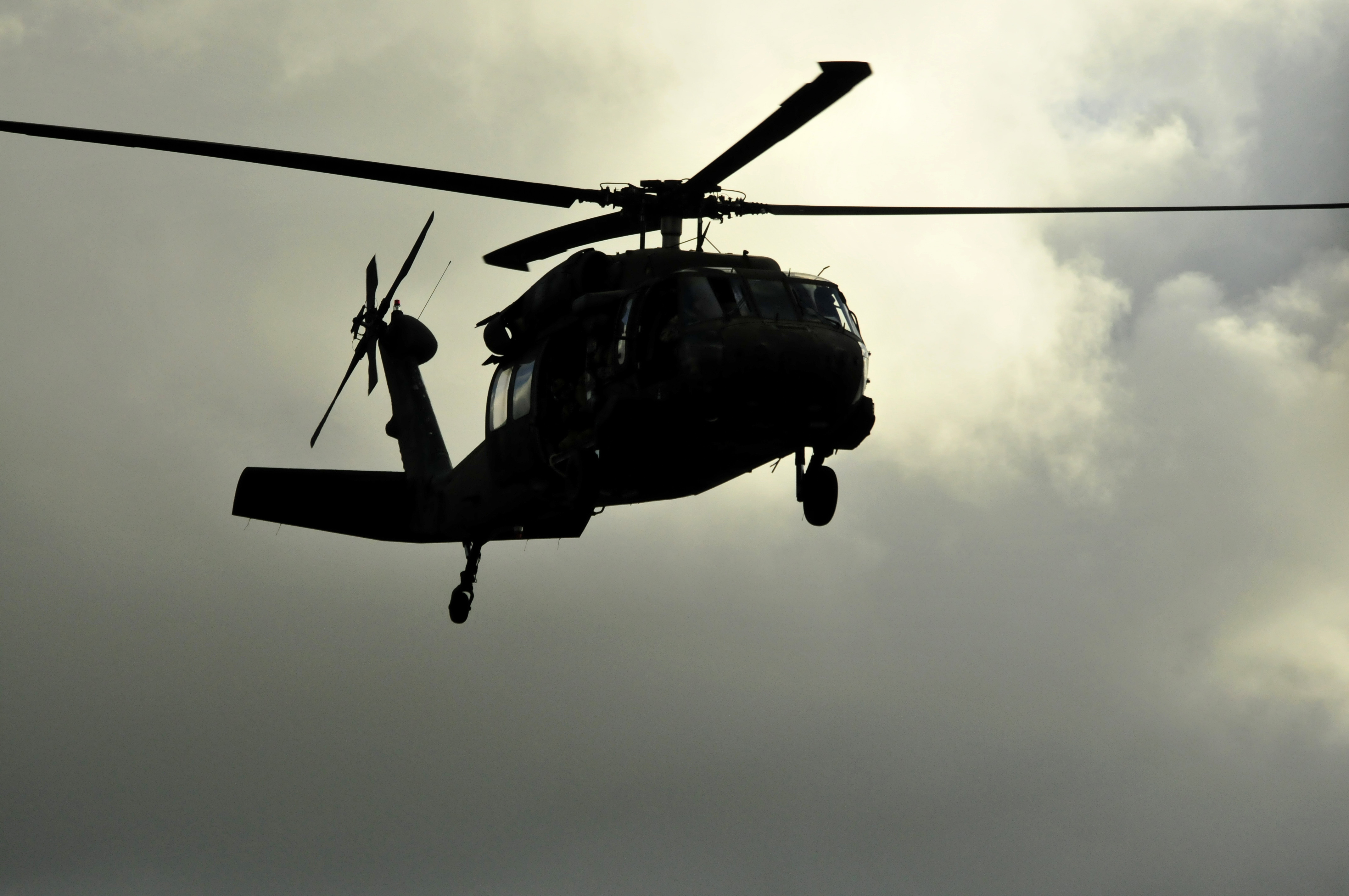
Máy bay trực thăng đen không dấu hiệu từng được mô tả trong các thuyết âm mưu từ thập niên 1970

Những câu chuyện về máy bay trực thăng đen lần đầu tiên xuất hiện vào những năm 1970, và có liên quan đến các báo cáo về hiện tượng tùng xẻo gia súc. Có thể ý tưởng này bắt nguồn từ cuốn sách The Late, Great Planet Earth của Hal Lindsey, xuất bản năm 1970 và được các nhà lý thuyết âm mưu ưa chuộng. Lindsey đưa ra giả thuyết rằng những sinh vật giống châu chấu được nhắc đến trong Sách Khải Huyền trong Tân Ước thực sự là những chiếc trực thăng, mà John chưa bao giờ nhìn thấy và do đó không biết mô tả như thế nào.
Jim Keith đã viết hai cuốn sách về chủ đề này: Black Helicopters Over America: Strikeforce for the New World Order (1995) và Black Helicopters II: The End Game Strategy (1998).
Sự chú ý của giới truyền thông đối với trực thăng đen tăng lên vào tháng 2 năm 1995, khi Dân biểu Đảng Cộng hòa nhiệm kỳ đầu tiên tại miền bắc Idaho Helen Chenoweth tố cáo rằng các đặc vụ liên bang có vũ trang đã hạ cánh trực thăng đen xuống khu đất của chủ trang trại Idaho để thực thi Đạo luật về các loài vật nguy cấp. "Tôi chưa bao giờ nhìn thấy chúng," Chenoweth nói trong một cuộc phỏng vấn trên tờ The New York Times. "Nhưng đã có đủ người dân trong quận của tôi lo ngại rằng tôi không thể phớt lờ nó. Chúng tôi có một số bằng chứng."
Những người tin vào thuyết âm mưu UFO thường khẳng định máy bay trực thăng đen không dấu hiệu được nhìn thấy ở khu vực lân cận nơi nhìn thấy UFO, giả thuyết cho rằng máy bay trực thăng này thuộc về một cơ quan bí mật của chính phủ hòng che đậy bằng chứng về các chuyến thăm của người ngoài hành tinh và UFO khỏi công chúng.
Thuyết máy bay trực thăng đen gây được tiếng vang lớn với niềm tin của một số người trong phong trào dân quân rằng quân đội từ Liên Hợp Quốc có thể xâm lược nước Mỹ. Hiệp hội John Birch đã xuất bản một bài báo trên tờ The New American mô tả chi tiết cách thức tồn tại của chiếc máy bay bí mật chủ yếu là kết quả của các lỗi hình ảnh có thể xảy ra và xu hướng thận trọng quá mức.